# Duitstalige Gemeenschapsverkiezingen 2009/Kandidatenlijst/PFF
Dit is de kandidatenlijst van de PFF voor de Duitstalige Gemeenschapsraadverkiezingen van 2009. De verkozenen staan vetgedrukt.

## Effectieven
1. Ferdel Schröder
2. Isabelle Weykmans
3. Berni Collas
4. Hans-Dieter Laschet
5. Emil Dannemark
6. Kattrin Jadin
7. Heinz Keul
8. Louis Goebbels
9. Isabelle Schifflers
10. Jérôme David
11. Caroline Margrève
12. Jennifer Baltus-Möres
13. Christa Mockel-Kocks
14. Karl-Heinz Klinkenberg
15. Theresa Wollgarten-Kockartz
16. Marcelle Vanstreels-Geurden
17. Tania Habsch-Langer
18. Colette Krauth
19. André Kleis
20. Mélanie Dupont
21. Stéphanie Hanf
22. Manfred Schroeder
23. Leo Kreins
24. Bernd Gentges